# جسی جی. گلدبرگ
جسی جی. گلدبرگ (انگلیسی: Jesse J. Goldburg؛ ۲۱ اکتبر ۱۸۸۱ – ۲۷ اوت ۱۹۵۹) نویسنده و تهیه‌کننده فیلم بود.
از فیلم‌هایی که وی در آن نقش داشته‌است، می‌توان به قانون هیچ‌کس اشاره کرد.